# 褚兰生
褚兰生，字心齋。浙江嘉兴人，褚仲衡兄。是一名清朝政治人物。
褚兰生于1875年（光緒元年）為上海洋務總局總辦，旋任上海洋藥捐局總辦。1878年接替刘瑞芬任苏松道道员一职，得三品銜，1878年由刘瑞芬接任。